# Matriz normal
Em matemática, uma matriz normal é uma matriz que possui a seguinte propriedade
{\displaystyle \mathbf {A} \mathbf {A} ^{*}=\mathbf {A} ^{*}\mathbf {A} }
onde o asterisco (*) indica a matriz transposta conjugada.
A importância prática da matriz normal é que ela é a solução da equação
{\displaystyle \mathbf {A} \mathbf {x} =\mathbf {y} }
com a condição de que a diferença entre a norma dos vetores Ax e y seja minimizada; essa condição implica
{\displaystyle \mathbf {A} ^{T}\mathbf {A} \mathbf {x} =\mathbf {A} ^{T}\mathbf {y} }
que é a chamada equação normal. O nome vem do fato de, neste caso, o vetor y - Ax ser normal à imagem de A (ou seja, ao conjunto de todos os vetores-coluna de  A).